# 壁手球
壁手球（英語：Fives）是一種十九世紀起源於英國的競賽運動，玩法與壁球相似，場地可以由兩面至四面牆組成，球員用手將球擊向牆上，對方球員無法在球著地兩次前打起球便會失分。牆手球在十九世紀非常流行，包括伊頓公學及拉格比公學等著名學府的學生都積極參與運動，創出富有自己院校特色的壁手球玩法。